# Береговский, Александр Борисович
Александр Борисович Береговский (укр. Олександр Борисович Береговський; 10 июня 1960, Киев, Украинская ССР, СССР) — украинский музыкант, перкуссионист, участник многих украинских и зарубежных проектов.

## Биография
Родился 10 июня 1960 года в городе Киеве. В 1965 году поступил в музыкальную школу по классу фортепиано и с 1970 года перешёл в класс ударных инструментов. В 1977 году по окончании средней школы, Александр поступил в Студию при театре им. И. Франка и, окончил её в 1979 году по специальности актёр музыкально-драматического театра.
С 1979 по 1982 служил и работал в Ансамбле Песни и Пляски КВО. С 1982 по 1986 год учился в Киевском Государственном Музыкальном Училище им. Р.Глиэра по классу ударных инструментов. С 1982 по 1992 год Александр работал в Киевской Государственной Филармонии в ансамблях «Родные напевы» и «Рапсодия». Принимал участие в работе с такими исполнителями как Юрий Гуляев, Анатолий Соловьяненко, Юрий Богатиков, Анатолий Кочерга, Николай Кондратюк, Дмитрий Гнатюк, Евгения Мирошниченко, Мария Стефюк и другими.
В 1986 г. в составе квартета «Джаз импрессионистов» стал победителем первого всеукраинского конкурса джазовых исполнителей «Голосеево−86».
С 1991 г. по 2005 г. — музыкант, сопродюсер и менеджер киевской группы «Er. J. Orchestra».
В 1996—1997 г.г. сотрудничал с международным фестивалем «Днепрогастроль». Принимал участие в организации украинского стенда на всемирной музыкальной выставке «Musicare» — апрель 1997 г. Paris, Франция.
В 1997 был организатором украинского тура пианиста Криса Джаррета (США)
С 1997 г. по 1999 г. работал в Союзе Композиторов Украины заместителем директора аудио-издательства «Симфокарэ».
C 1999 г. по 2003 г. работал в оркестре «Радио Бэнд».
С 1999 г. по настоящее время работает концертмейстером группы ударных инструментов академического оркестра народных инструментов Национальной Радиокомпании Украины.
В октябре—ноябре 2005 года принимал участие в украинском туре (31 город) Океана Эльзи — в поддержку альбома «GLORIA»
В ноябре 2009 Александр принимал участие в украинском и российском туре (21 город) Святослава Вакарчука — в поддержку проекта « Вночі».
В апреле—мае 2010 принимал участие в европейском туре European Jazz Orchestra.
Играл с такими музыкантами: Аркадий Шилклопер,Ray Gaskins, Roy Ayers, Greg Maning, «Geraldo Lucio Quartet», Jonathan Butler, Teodora Enaci, Emy Dragoi, «Jazzex».

## Продюсирование проектов
- Трио Энвера Измайлова — «Минарет»
- Er. J. Orchestra — «Gabrielius»
- Олександр Войтко — «Залишився тільки дим»
- Камерный хор — «Осана»
- Тріо «Золотi ключi» — «Піснi украинського народу»
- Тріо «Либідь» — «Від Різдва до Різдва»
- Тріо Маренич — «Весна»
- Тріо Маренич — «Три тополi» *"Самоспів". Украінськi народнi піснi. Караоке.

## Участие в записях CD/DVD
1. Святослав Вакарчук — «Вночi» — Moon records 2008
2. LAMA «Світло і тінь». Астра Рекордс 2008
3. JazzEx. «Bee JazzEx». Moon records 2007
4. Братья Гримм «МАРСИАНЕ» Grimrock 2007
5. Океан Эльзы. "Избранное… " Moon records 2007
6. Скрябин «Скрябінос мучачос» — MOON Records 2007
7. ТИК. "ЛітераДура ". Moon records 2007
8. АБЫ МС «Оцетнi стандарти» Compmusic 2007
9. Er.J.Orchestra — «On The Hill Again» CD+DVD album — Caravan Records, 2006
10. Кофеин «Shopping Hour» D.L. Lotta Ukraine 2006
11. Ансамбль «Живой звук» "О любви не говори… " 2006
12. Lama — «Менi так треба» — Artur Music 2006
13. «Океан Ельзи» — «1221» — Moon records 2006
14. «Океан Ельзи» — «GLORIA» — 2005
15. Віктор Павлік «Live in Kiev» Lavina Music 2005
16. DonBass: «Jazz Club» 2005
17. Гринджоли — «Хай буде так» — Ukrainian records 2005
18. Alexander Beregovsky & Gregory Nemirovsky — SKY_Y — 2005.
19. Игорь Рудый «Re Play». JVC 2004
20. Лариса Вишневская — «Я вам лечу на встречу» — 2004
21. Soft Notes. Jazz and new age from Ukraine. Лемма 2004
22. Костянтин Ріттель- Кобілянський Відлуння століття "Відлуння століття ". 2004
23. Er. J. Orchestra — «The Unicorn» — 2004
24. Kyiv Sax Quartet — «Segment» — Ukraine Radio-TV Sound Recording studio Kyiv 2002
25. Ансамбль «Живой звук» — «Грезы любви» — «Росток-Рекордс» 2002
26. Игорь Рудой — «Близько до тебе…» — 2003 г.
27. Оксана Кулакова. «VOLARE» rostok rekords 2002
28. Оксана Кулакова. JVC Sympho. 2003
29. Первый международный джазовый фестиваль «Едність». 2002
30. «Radio Band» — «Росток-Рекордс» 2001
31. «Jazz inside» — JRS JAZZ 2000
32. Er. J. Orchestra — «Gabrielius» — 1998 Symphokare, 1999 Boheme Musik
33. Group Sergey Ovsiannikov — «Wind of Nagual» — «Dynasty records» 1998

## Участие в фестивалях
- Фестиваль джазовой музыки " Голосеево — 86 " (май 1996 г.,Киев)
- «Фестиваль памяти Л.Утесова» (1989 Одесса)
- «Kalaka Nemzetkozi Folk Festival» (13-14 июля 199l г., Mishkolts, Венгрия);
- «Горизонты джаза» (7-11 апреля 1993 г., Кривой Рог, Украина);
- «Днепрогастроль-93» (23-29 мая 1993 г., Киев, Украина);
- «Открытие сезона в ЦДРИ (Центральный дом работников искусств)» (24-26 октября, 1995 г., Москва, Россия);
- «Фестиваль джазовой музыки», Радио-Рокс-Украина (28-29 октября, 1995 г., Киев, Украина);
- «Radom Jazz Days» (24-26 май, 1996 г., Radom, Польша);
- «Musicare» — апрель 1997 Paris, Франция
- «Живий звук — бездоганна сила», (Телеклуб «Укра⌡на», 12 декабря 1997 г.)
- Фестиваль джазовой музыки «PAP — 99», (Октябрь 1999 г., Ужгород)
- Фестиваль джазовой музыки «Никополь — 99», (Ноябрь 1999 г., Никополь)
- « Международные дни джаза», (1-2 Сентября 2001 г., Винница)
- 1 — Международный джазовый фестиваль «Едність», (14-16 Марта 2002 г., Киев)
- Фестиваль джазовой музыки, (6-7 Сентября 2002 г., Черкассы)
- Kunsthalle Faust, Ганновер, Германия (31 января 2003 г.)
- Третий международный фестиваль Jazz-Карнавал в Одессе (18-21 сентября 2003, г. Одесса)
- Едність 2007 (17 — 18 марта 2007, Киев)
- Bucharest Days in Vienna 2007 (14 мая, Вена, Австрия)
- Garana Jazz Festival 2007 (12 — 13 июля, Гарана, Румыния)
- «Avram Goldfaden International Theatre Festival» (October 2008, Яси, Руміния)